# Reinier Beeuwkes
Reinier Bertus Beeuwkes dit Reinier Beeuwkes (17 février 1884 à La Haye et mort le 1er avril 1963 à La Haye) est un footballeur international néerlandais, qui évoluait au poste de gardien de but.

## Biographie

### Carrière en sélection
Il dispute un total de 19 matchs en faveur de la sélection néerlandaise entre 1905 et 1910.
Il joue son premier match en équipe nationale le 30 avril 1905 contre la Belgique et son dernier le 16 novembre 1910 contre l'Allemagne.
Il est le gardien de but de la sélection néerlandaise lors des Jeux olympiques de 1908, compétition lors de laquelle il remporte la médaille de bronze. Il joue les deux matchs des Pays-Bas dans ce tournoi, face à la Grande-Bretagne et face à la Suède.

## Palmarès
Pays-Bas
- Jeux olympiques :
  -  Bronze : 1908.